# Stradario di Belluno
Questa lista è suscettibile di variazioni e potrebbe essere incompleta o non aggiornata.

Questa voce raccoglie un elenco completo, con breve descrizione, delle strade e delle piazze della città di Belluno, nell'omonima provincia.

## 0 - 9
10 marzo 1945, via ()
Strada comunale in località Chiesurazza, si dirama dalla principale via Agordo, ossia la Strada Statale 203 Agordina. Funge da collegamento con alcune abitazioni aldilà del Rio di Mussoi.
9 ottobre 1963, via ()
La strada comunale è intitolata alla data in cui avvenne il disastro del Vajont. Questa si trova nella zona Ovest del quartiere residenziale di Cavarzano, ed è una stretta via, in parte sterrata, di circa 200 metri, che collega via Eustacchio Rudio con via Urbano Pagani Cesa.

## A
Agordo, via ()
Intitolata alla vicina località di Agordo, a trenta chilometri da Belluno, questa via corrisponde alla Strada Statale 203 Agordina. Prosecuzione di via Fratelli Rosselli, attraversa tutta la località di Chiesurazza fino all'altezza dell'incrocio con via Sois e via Cordevole. Si dirama in otto pezzi all'interno di Chiesurazza.
Agosti Francesco, via ()
Fotografo e medico psichiatra piemontese vissuto tra il XIX e il XX secolo, gli è stata intitolata una strada comunale che collega Quartier Cadore, più rialzato, con la località l'Anta, a livello del torrente Ardo. La via corre parallela all'oratorio di San Giovanni Bosco, e possiede anche una breve diramazione verso destra.
Agricoltori, via degli ()
La strada comunale intitolata ai lavoratori dei campi si trova nella Zona Industriale Veneggia, a Nord-Est, ed è una laterale della Strada Statale 50 del Grappa e del Passo Rolle. Lungo la via si possono trovare il Centro Commerciale Veneggia e il cinema La Petite Lumière.
Alighieri Dante, via ()
Al celebre poeta duecentesco Dante Alighieri è stata dedicata questa importante strada comunale. Anche se lunga solo 110 metri, è la principale via di accesso al Piazzale della Stazione, e inoltre è interamente adibita alle fermate del servizio urbano di Belluno. Su questa strada infatti sono previste le coincidenze tra le varie linee e tra le linee e il servizio ferroviario.
Alpago Andrea, via ()
Andrea Alpago era un medico e un arabista vissuto tra il 1450 e il 1521. Visse per vario tempo a Damasco e a Cipro come medico dei consolati di Venezia, e percorse vari paesi dell'Oriente in cerca di manoscritti arabi. A lui è intitolata una strada comunale nell'area Nord di Cavarzano, lungo la quale sorge la Casa di Riposo Maria Gaggia Lante.
Alpago Novello Luigi, via ()
Questa strada comunale è intitolata a Luigi Alpago Novello, di professione medico, che nelle sue ricerche si occupò di storia locale, economia e letteratura. La via si trova nel quartiere di Baldenich, ed è il primo tratto della strada che collega il quartiere con quello più a Est di Nogarè. Lungo la via si possono trovare l'Oratorio di Don Giovanni Bosco e le scuole elementari di Nogarè.
Alpini, ponte degli ()
Intitolato a questa importante e storica divisione dell'Esercito Italiano, il ponte venne costruito nel 1971 ed è attualmente il più importante ponte sul torrente Ardo. Su di esso scorre il traffico della Strada Statale 50, ed ha subito dei recenti lavori di manutenzione straordinaria, conclusisi nel 2009. All'inizio e alla fine del ponte si possono notare dei monumenti celebrativi in onore degli Alpini.
Alzaia, via ()
Si tratta di una stretta strada comunale che dal quartiere di Lambioi, sale fino all'imbocco del Ponte della Vittoria. Con la recente costruzione del ponte Bailey, la via è stata chiusa al traffico cittadino di scorrimento ed è accessibile dai soli frontisti.
Anconetta, via ()
Strada comunale periferica che prende il nome dalla frazione, l'Anconetta, nella zona Sud-Ovest della città. Si dirama dalla Strada Provinciale 1 e prosegue, con alcune diramazioni, attraverso la località omonima fino all'ingresso di una coorte privata.
Anta, via dell' ()
L'Anta, piccolo quartiere di Belluno, possiede un'unica strada comunale, questa, intitolata allo stesso quartiere. La via, che costeggia sulla sponda destra il torrente Ardo, si dirama anche verso Quartier Cadore e Quartier Ardo. Lungo di essa si trovavano alcuni campi da tennis, ora in stato di abbandono.
Artigianato, via dell' ()
Questa strada comunale di recente realizzazione è stata costruita per deviare il traffico cittadino su un'ulteriore arteria per renderlo più scorrevole. Intitolata all'artigianato, la via corre, diramandosi da via Goffredo Mameli, corre in una zona periferica tra la zona industriale e il tracciato della ferrovia. Termina nella zona La Rossa.
Associazione Bellunesi Volontari del Sangue, piazzale ()
All'Associazione Bellunesi Volontari del Sangue è stato intitolato questo piazzale che si trova dietro il Palazzetto dello Sport De Mas. Il piazzale è interamente occupato da un parcheggio molto importante perché vicino al centro cittadino, e si trova proprio al di sotto del Ponte degli Alpini. Le giostre sono ospitate in questo luogo durante le prime due settimane di giugno.
Associazione della Bandiera, piazza ()
La piccola piazza, intitolata all'Associazione della Bandiera, si trova nel settore Est della zona industriale, in località La Rossa; si forma dall'incrocio di via Fiammoi e via Bortotti.

## B
Baldenich, via ()
Stretta strada comunale intitolata al quartiere Baldenich di cui fa parte, si dirama da via Vittorio Veneto e giunge fino all'ingresso del Carcere di Belluno.
Barnabo delle Montagne, via ()
Bàrnabo delle montagne è il primo romanzo dello scrittore Dino Buzzati, pubblicato nel 1933, dal quale è stato tratto l'omonimo film. La strada comunale intitolatagli è una via nella località di Castion, che si dirama da via Nongole, corre in fianco al campo sportivo del paese, prima di rigettarsi su via Nongole.
Sebastiano Barozzi, via ()
Don Sebastiano Barozzi era un parroco di Sargnano, il quale venne indagato dalla polizia austriaca e così costretto alla fuga nel 1850 e poi successivamente scomunicato nel 1872. Questa lunga strada comunale collega il quartiere di Baldenich con quello di Cusighe, lambendo nella zona Sud Cavarzano. La via viene interrotta dalla Strada Statale 50 e dal percorso ferroviario, che viene superato dalla strada con un soprapasso pedonale. Lungo la via si trova anche un asilo comunale.
Batti, via dei ()
La strada comunale dei Batti si trova all'ingresso di Castion. Questa sale fino all'altezza della chiesa, dove si incrocia con via Pian delle Feste.
Battisti Cesare, piazzale ()
Cesare Battisti era un geografo, giornalista e politico italiano che partecipò alla prima guerra mondiale, nella quale fu catturato dagli austriaci e successivamente impiccato il 12 luglio 1916. A lui è intitolato un piazzale nel centro di Belluno, di fronte alle scuole elementari Aristide Gabelli; nella piazza si trova anche un Monumento ai Caduti in Guerra.
Bettin, via ()
Bettin è una frazione periferica di Belluno percorsa dall'omonima via, che si tratta di una strada comunale che va da via Marisiga a via Mier, con molte biforcazioni lungo il suo percorso.
Bettio Antonio, via ()
Antonio Bettio era un pittore bellunese nato nel 1722 e morto nel 1769, il quale dipinse alcuni quadri per le chiese della città, tra cui quelli per la Chiesa di Santo Stefano. La strada comunale (alberata) si trova nel quartiere di Nogarè, e nasce da una rotonda su via Vittorio Veneto per arrivare fino alla piazza Luigi Lollino, centro del quartiere.
Boito Arrigo, via ()
Arrigo Boito, vissuto nel XIX secolo e nel XX secolo, è stato un litterato, librettista e compositore italiano. A lui è intitolata questa strada comunale che si trova nella zona residenziale di via Feltre e giunge fino all'abitato di Maraga, in una piccola piazza che precede un parco pubblico cittadino.
Bolzanio Urbanio, via ()
La via comunale che collega Cavarzano con la strada che porta fino a Sopracroda, fiancheggiando la Casa di Riposo Maria Gaggia Lante, è intitolata a Urbano Bolzanio, umanista e grecista nato a Belluno nel 1443 e morto a Venezia nel 1525.
Bolzano, via ()
Questa è la strada comunale che collega l'abitato di Vezzano con quello di Bolzano Bellunese; nasce in zona Fontanon e poi prosegue attraverso tutto l'abitato di Bolzano, con varie diramazioni, per terminare all'innesto con via dei Pascoli in località Pascoli, sopra Bolzano.
Bonaventura Maresio, via ()
Maresio Bonavenura era un frate inquisitore, che viene citato nel 1595 per il processo Colotto a Feltre. A lui è dedicata questa corta strada comunale senza uscita a Mussoi, laterale di via Gramsci.
Bortot Francesco, via ()
Si tratta di una strada comunale in campagna che collega la frazione di Bolzano con il Bus delle Mole, pochi chilometri più a sud. La strada attraversa alcuni corsi d'acqua, cioè il Rio del Bortot e il Rio del Bez, oltre ad una radura chiamata il Pra dei Cavalli.
Bortotti Gerolamo, via ()
Gerolamo Bertotti era uno scultore nato a Belluno, che lavorò prevalentemente a Venezia, come testimoniano alcuni suoi busti sparsi per la città lagunare. La via dedicatagli è una piccola strada nella zona industriale, che parte dalla piazza Associazione della Bandiera e giunge fino a via Da Paos, per una lunghezza 220 metri.
Bosco delle Castagne, via ()
Il nome di questa strada comunale è un evidente richiamo al bosco che la circonda. Si tratta di una strada in parte sterrata raggiungibile da Vezzano che giunge fino alla chiesa di San Simone in località Zeneghe, sotto Tisoi.
Bosco Vecchio, via del ()
La strada comunale si trova nell'abitato di Castion, sopra la città di Belluno. Questa via costeggia il campo sportivo di Castion e la scuola secondaria di 1º grado Vittorio Zanon, giungendo fino alla Strada Provinciale 31 del Nevegal in località San Cipriano.
Boscon, via del ()
Si tratta di un altro tratto della Strada Statale 50, dalla località di Giamosa fino al confine comunale lungo il Rettilineo del Boscon. Si dirama in varie via laterali, sia asfaltate che sterrate.
Brigata Marche, via ()
La Brigata Marche comprende la 55esima, di istanza a Treviso, e la 56esima Fanteria, di istanza a Belluno. La strada comunale intitolatagli è una laterale di via San Lorenzo, in località San Lorenzo, che si conclude in via Natale Talamini. Proprio da questa via nasce la pista ciclabile che si collega con via Concetto Marchesi, ed è sempre qui che possiamo trovare un parco cittadino.
Brigate Garibaldi, via ()
Le Brigate Garibaldi furono delle brigate d'assalto partigiane legate prevalentemente al PCI attive durante la Resistenza italiana. Questa strada comunale è una corta laterale di via Bolzano proprio in località Bolzano, che si immette all'altezza di un piccolo ponte su via Tisoi.
Bristot Alfredo Uro, via ()
Questa strada comunale è una piccola via di collegamento a Cavarzano tra via Trois e via Tillman.
Broi Riccardo, via ()
Strettissima via, dove passa a fatica una macchina, nel centro storico di Cavarzano, laterale di via Cavarzano. Nei pressi della via è presente la chiesa dei Santi Quirico e Giulitta.
Brustolon Andrea, via ()
Andrea Brustolon fu uno scultore ed intagliatore protagonista del barocco veneziano. A lui è intitolata una piccola strada comunale del centro storico, laterale di via Mezzaterra. Sul lato destro della via si trovano degli uffici comunali, mentre al termine di essa si trova il seminario e la chiesa di San Pietro.
Burattini Tito Livio, via ()
Tito Livio Burattini era un matematico, scienziato, cartografo e egittologo agordino; le sue principali opere sono La bilancia sincera e Misura Universale. La strada comunale che gli è stata intitolata è una laterale di via Vittorio Veneto, in una zona residenziale. La via viene interrotta dal percorso ferroviario, che è superato da un soprapasso solamente pedonale. Si immette in via Sebastiano Barozzi.
Buzzati Dino, via ()
Dino Buzzati, scrittore e giornalista, nacque a Belluno nel 1906; nella sua vasta bibliografia sono compresi sia romanzi che testi teatrali che brevi racconti che poesie. La strada comunale dedicatagli è una delle più caratteristiche e belle di tutta la città: questa segue l'antico percorso delle mura, partendo da piazzale Marconi e giungendo fino al Ponte della Vittoria. Dalla via si gode di un suggestivo panorama sulla valle del Piave, ed infatti per questo la strada è più nota come Panoramica. Ha subito dei recenti lavori di rifacimento durati tre anni dopo una frana del 2007.

## C
Caduti 14 settembre 1944, via ()
La data ricorda i caduti il giorno in cui i Marines statunitensi sbarcarono nell'isola di Peleliu. La strada a cui è intitolato questo evento è un tratto della Strada Statale 50, dall'altezza della laterale di via Fiammoi fino al confine con il comune di Ponte nelle Alpi. Su questo tratto si trova l'Aeroclub Belluno con il vicino aeroporto di Belluno.
Caduti del lavoro, via ()
Questa strada comunale intitolata ai morti sul lavoro si trova in località Sargnano, nella zona delle case popolari. Laterale di via Sargnano, è formata da un anello che gira nel quartiere residenziale. Si dirama in due laterali.
Caduti del Ponte di San Felice, via ()
Questa strada comunale ricorda l'eccidio avvenuto il 15 luglio 1944 presso il ponte San Felice, quando undici partigiani vennero trucidati dalle truppe tedesche che li avevano colti di sorpresa. La via segue prima un tratto delle antiche mura, poi prosegue fino a Borgo Piave. Nei pressi di porta Rugo la strada compie un tornante, dal quale si può ammirare la valle dell'Ardo nei pressi di Borgo Prà.
Ippolito Caffi, via ()
Ippolito Caffi era un pittore bellunese, le cui opere si possono trovare anche a Città del Vaticano o a Copenaghen. La via che gli è stata dedicata si trova in centro, a nord dell'antico nucleo originario. Nasce da piazzale Marconi e percorre da ovest a est il centro fino ad immettersi in via Jacopo Tasso. In corrispondenza dell'incrocio con via Loreto si trova il Palazzo Bembo, mentre poco più avanti c'è il nuovo Palazzo Caffi, dove si trova un parcheggio sotterraneo su tre livelli.
Cairoli Fratelli, via ()
Via Fratelli Cairoli è una strada comunale che si trova a Mussoi, laterale di via Travazzoi. La via, senza uscita, ha alla fine le scuole elementari di Mussoi, ed intitolata a sette fratelli, patrioti italiani di Pavia, che parteciparono a svariate spedizioni patriottiche.
Calbo Carlo Luigi Tenente Colonnello, via ()
Carlo Luigi Calbo fu un ufficiale dell'Esercito Italiano che partecipò ad entrambe le Guerre Mondiali e ricevette una Medaglia d'oro al valor militare; morì dopo un giorno di agonia per una ferita mortale subita in battaglia. La strada comunale intitolatagli taglia il quartiere di Nogarè nella zona ovest, laterale di via Vittorio Veneto, attraversa una zona residenziale fino a via per Nogarè di cui è un'altra laterale. Scendendo sulla sinistra si può trovare un parco comunale, seguito dopo da una laterale della via che circonda per una parte il perimetro del parco.
Caleipo, via ()
Via Caleipo è la principale via della frazione bellunese da cui prende il nome; laterale di via Nevegal, si reimmette in questa dopo aver attraversato l'intero paese. All'interno di Caleipo la via è particolarmente stretta.
Calle Stretta, via ()
La strada comunale Calle Stretta, in onore delle vie veneziane, si trova nel paese di Castion. Nasce a lato della chiesa del paese e prosegue nell'area nord fino all'incrocio con via Giovanni Moro, nella quale si immette.
Callunga, Vicolo ()
Piccolissimo vicolo, non careggiabile, nel quartiere Borgo Piave.
Calmada, via ()
Strada comunale di particolare interesse, poiché è una delle vie per salire al Nevegal. Il suo inizio è di fronte alla chiesa di Sossai, e prosegue in salita attraverso il bosco con vari tornanti lungo il suo percorso (11 per la precisione), fino alla località Pus lungo la Strada Provinciale n.31 del Nevegal. Si tratta quindi di un collegamento poco conosciuto tra Belluno e il Nevegal.
Calvi Pier Fortunato, via ()
Pier Fortunato Calvi è stato un patriota italiano del XIX secolo, noto per essere stato uno dei Martiri di Belfiore. La sua relazione con il bellunese avvenne quando organizzò nel 1848 i moti rivoluzionari in Cadore, per poi fuggire a Venezia con l'intesificarsi degli attacchi austriaci. La strada comunale a lui intitolata si trova a Quartier Cadore e lo percorre interamente. Nasce da via San Giuseppe e si immette in via Agosti, lungo la strada si trovano solo case residenziali.
Candel, via del ()
Laterale di via Tiziano Vecellio, è una delle strade comunali che si trovano all'interno della zona industriale. Termina, come strada senza uscita, in corrispondenza del percorso ferroviario.
Cansiglio, via del ()
Altopiano delle prealpi Bellunesi, compreso tra l'Alpago (provincia di Belluno) e la pedemontana di Vittorio Veneto (provincia di Treviso). Noto per i suoi fenomeni carsici e per la vasta foresta demaniale costituita da faggi, abeti e larici. Questa strada comunale si trova in centro storico, nella zona est, ed è un collegamento tra piazza Mazzini e via Valeriano. Lungo la strada si possono ancora vedere i bei palazzi fatti costruire durante il dominio veneziano.
Cantilena Paolo, via ()
Questa strada comunale di Belluno è una laterale, in parte sterrata, di via per Nogarè. Termina all'ingresso di un bosco che si trova sopra la sponda del fiume Piave.
Cappellari Michele, via ()
Michele Cappellari nacque a Belluno nel 1630; dopo aver ottenuto ottimi risultati nello studio, divenne abate dei Chierici. Dell'uomo religioso si ricorda una produzione letteraria sparsa nella quasi totalità in lingua latina. A lui è intitolata una strada comunale di estrema importanza per Belluno, cioè quella che collega l'Oltrardo di Cavarzano con Mussoi. Partendo da quest'ultimo quartiere, scende verso il torrente Ardo, attraversando con un piccolo ponte il Rio di Mussoi, proprio al di sotto dell'antico acquedotto romano di Fisterre. La via supera poi il torrente Ardo con un ponte del 1831 e arriva in località Fisterre, dove si dirama in alcune laterali. Da qui la strada prosegue in salita, e dopo un tornante arriva all'incrocio tra via Andrea Alpago e via Eustacchio Rudio a Cavarzano, dove termina.
Cappuccini Padri, via ()
L'ordine dei Padri Cappuccini è uno dei tre ordini mendicanti che oggi costituiscono la famiglia francescana. L'ordine è ancora presente a Belluno e risiede nel Convento Seminario di Mussoi. La strada comunale con il loro nome si trova proprio a Mussoi, in fianco al Convento. Si tratta di una via solo pedonale in discesa che attraversa un piccolo bosco alle spalle del Liceo Scientifico "Galileo Galilei", fino a congiungersi con via San Lorenzo.
Capraro Primo, via ()
Primo Capraro, cittadino bellunese, fu uno dei primi pionieri dell'emigrazione verso il Brasile degli anni trenta. La strada comunale a lui intitolata si trova alle spalle della chiesa di Castion, e da qui giunge quasi fino alla località di Cavessago.
Carducci Giosue, via ()
Giosuè Carducci è stato un poeta e scrittore vissuto tra il 1835 e il 1907. Nel 1883 scrisse la poesia San Martino, che è il patrono di Belluno. Gli è stata intitola una strada comunale, in leggera discesa, che collega il piazzale della Stazione con piazzale Marconi. Lungo la via si trova il parcheggio Metropolis, di recente costruzione, sopra al quale c'è la stazione delle autolinee della Dolomitibus, azienda di trasporti bellunese.
Carrera, via ()
I Carrera erano una famiglia bellunese sorta nel XVI secolo; tra i suoi membri più noti si ricorda Antonio Carrera, che intraprese con successo la carriera ecclesiastica. La strada intitolata a questa nobile famiglia si trova appena fuori dal nucleo originario della città, nasce da piazza dei Martiri e giunge fino a piazza Santo Stefano. Lungo la via si trova il palazzo Barcelloni-Corte del XVI secolo.
Casagrande Francesco, via ()
Questa piccolissima strada comunale nel paese di Bolzano, che con varie diramazioni attraversa un piccolo nucleo di case, è intitolata a Francesco Casagrande.
Castaldi Panfilo, via ()
Panfilo Castaldi, nato a Feltre nel 1398 è stato un medico e letterato e uno dei primi tipografi che la storia ricordi, secondo alcune fonti il primo. La strada comunale in soggetto si trova a Baldenich, ed è una piccola laterale di via Colle; lunga un centinaio di metri, termina con l'incrocio con via Gazzetti.
Castelet, via ()
Questa strada comunale si trova a sud-ovest della città, e ha la funzione di collegare un nucleo abitato di Anconetta con il centro della località.
Castellani Bortolo, via ()
La strada è intitolata a Bortolo Castellani, sottotentente di fanteria nel 10º reggimento Granatieri di Savoia nato nel 1905 a Belluno. Questa è una via di Cavarzano che taglia il quartiere. Lungo la via si trova la chiesa della Madonna della Strada, la principale a Cavarzano, e giunge fino al parco cittadino Arcobaleno, sempre a Cavarzano.
Castello, piazza ()
piazza Castello si trova nel centro storico di Belluno, nel posto in cui sorgeva il castello Castiglione, di origine medievale, di cui restano delle rovine all'interno dei giardini della piazza. Adiacente a piazza Duomo, offre una vista spettacolare sulla valle del Piave, da un punto in cui la vista non è ostacolata da edifici.
Cattarossi Giosuè, via ()
Vescovo cattolico italiano, Giosuè Cattarossi è morto a Belluno nel 1944, durante il suo vescovado, e riposa tuttora nella Cattedrale di Belluno. Gli è stata intitolata una piccola via nel quartiere Nogarè, laterale di via per Nogarè, in una zona residenziale.
Catullo Tomaso, via ()
Tomaso Catullo fu un naturalista, geologo e zoologo nato a Belluno, dove tra l'altro insegnò dal 1811 al 1829. Oltre ad essergli dedicato un istituto professionale a Belluno, gli è stata dedicata una strada comunale in centro storico. Questa divide il palazzo dei Rettori dal palazzo dei Vescovi-Conti, e vi si affaccia palazzo Miari, prima di arrivare ad immetersi in via Duomo.
Cavarzano, via ()
Questa strada comunale intitolata al quartiere bellunese abitato sin dall'età del ferro si trova proprio nel centro storico di quest'ultimo. Lungo la via si può trovare la chiesa dei Santi Quirico e Giulitta, ed prosegue fino all'incrocio con via Andrea di Foro.
Cavessago, via ()
Cavessago è una frazione che si trova a sud della città di Belluno. La strada comunale che porta il suo nome collega l'abitato di Castion con Cavessago e giungendo infine alla piana di Col Cavalier; essa segue un percorso prevalentemente in aperta campagna.
Cavour, via ()
Camillo Benso, conte di Cavour, è stato un patriota e politico, Capo del governo del Regno di Sardegna dal 1852 al 1859 e nel biennio 1860-1861, oltre che primo Presidente del Consiglio del Regno d'Italia nel 1861, anno in cui morì. La strada comunale che gli è stata intitolata collega piazzale Marconi a piazzale Battisti, e lungo la via si trovano le scuole medie Sebastiano Ricci e la vecchia sede del liceo classico Tiziano Vecellio, ora sezione staccata dell'Istituto d'Istruzione Superiore Galilei.
Ceccati Antonio, via ()
La strada comunale intitolata ad Antonio Ceccati, scultore bellunese, è una laterale di via Vittorio Veneto, e correndo lungo il lato est dello Stadio Polisportivo, arriva ad immettersi in via Luigi Alpago Novello, in corrispondenza delle scuole elementari di Nogarè.
Cesa Matteo, via ()
Matteo Cesa è stato un pittore nato a Limana, vissuto a cavallo tra il 1400 e il 1500. Gli è stata intitolata una stretta via che dalla rotonda ad ovest del ponte Nuovo sull'Ardo, sale fino al piazzale Associazione Bellunesi Volontari del Sangue, correndo esternamente a questo fino all'incrocio con via Gaspare Diziani all'altezza di un passaggio a livello.
Cima Luigi, via ()
La strada intitolata al pittore di Mel Luigi Cima si trova a Cavarzano, ed è una laterale di via Andrea Alpago. Correndo dietro alle scuole elementari De Mas di Cavarzano, giunge ad immettersi in viale Giovanni Paolo I all'altezza di piazzale Monte Schiara.
Cipro, via ()
Questa strada comunale si trova nel centro storico di Belluno: nasce a destra di porta Dojona su via Rialto, e giunge fino a piazza Castello, correndo lungo l'antico percorso delle mura cittadine. Lungo le sue laterali si possono trovare alcuni palazzi storici, come palazzo Crepadona.
Col Cavalier, via ()
Questa strada comunale corrisponde al primo tratto della Strada provinciale 31 del Nevegal. Essa si dirama da via Montegrappa in località Bersaglio, e seguendo un percorso in salita ed, in parte, attraverso un bosco, giunge in località Col Cavalier dove si immette in via Edmondo De Amicis.
Col Da Ren, via ()
Col Da Ren è una zona periferica di Belluno che si trova ad ovest del Cimitero di Prade e a sud della frazione Bettin. La strada comunale che attraversa questa zona porta il nome della stessa; laterale di via Prade, prosegue con un percorso abbastanza rettilineo fino all'incrocio con la Ferrovia Calalzo-Padova, dopo di che segue in percorso di quest'ultima fino in località Col di Salce. Lungo la strada si trovano il deposito e la sede della Dolomitibus, azienda di trasporto del bellunese.
Col di Lana, via ()
Via Col di Lana, strada comunale intitolata ad una località dell'agordino, è il primo tratto della Strada Regionale 203 Agordina nella sua diramazione verso Belluno. Partendo dall'incrocio con la Strada Statale 50, prosegue in leggera salita fino all'incrocio con via Gregorio XVI all'altezza della Caserma dei Vigili del Fuoco. Lungo la via si trovano la sede della Polizia stradale e il Museo 7º Reggimento Alpini.
Col di Piana, via ()
Questa strada comunale si trova a nord-ovest di Belluno, e funge da importante collegamento tra le località di Chiesurazza e Mier. Diramandosi da via Agordo, la via segue un percorso in discesa fino all'incrocio con via Mier nel centro della frazione Mier; attraversa lungo il percorso il Rio delle Moneghe.
Col di Roanza, via ()
Il Col di Roanza è un colle a nord di Belluno che si trova alla base del monte Serva. La strada comunale che porta il suo nome porta proprio sulla cima di questo colle, da dove inizia il sentiero che porta sulla cima del Serva; parte dalla frazione di Sopracroda e segue un percorso tortuoso con varie diramazioni.
Col Fiorito, via ()
Questa strada comunale si trova a nord di Cavarzano: partendo dall'incrocio con via Giovanni de Pellegrin, sale lungo l'omonimo colle attraverso una zona boschiva fino al pianoro della Chiesa di San Michele fino ad immettersi in via Col di Roanza. Il percorso è in gran parte su fondo sterrato.
Colle Francesco Maria, via ()
Francesco Maria Colle era uno storico bellunese vissuto tra il XVIII e il XIX secolo. La strada comunale a lui intitolata si trova nel quartiere Baldenich: laterale di via Vittorio Veneto, seguendo un percorso rettilineo attraverso una zona residenziale giunge fino a Piazza San Giovanni Bosco, in fronte all'omonima chiesa ed oratorio.
Collungo, via ()
Si tratta di una strada comunale nei pressi della frazione di Tisoi che, attraverso un percorso boschivo, giunge all'abitato di Collungo sulla Piana del Bordelon.
Coraulo ai Piai, via ()
Questa strada comunale prende il nome da una villa bellunese del XVII secolo. La via nasce dalla frazione dell'Anconetta, segue un tracciato interno rispetto alla parallela Strada Provinciale 1 e giunge all'incrocio con via Posaroch a nord della frazione di Visome.
Corba Masiera, via ()
Corta strada comunale, laterale di via Emilio Bruno Mondin, è completamente costeggiata da edifici ad uso residenziale. La masiera è un tipico termine del bellunese che indica le frane postglaciali.
Cordevole, via ()
Il Cordevole è il più lungo torrente della provincia di Belluno e il principale affluente del fiume Piave; esso segna il confine tra le Dolomiti Occidentali e le Dolomiti Orientali. La via intitolata al torrente è un tratto della Strada Regionale 203, tra le località di Chiesurazza (dove nasce da via Agordo) e Orzes (dove si immette in via Igino d'Incà). Il percorso si sviluppa attraverso un bosco e possiede due sole laterali che portano ad alcune abitazioni.
Corte Luigi, via ()
Questa strada comunale si trova a Baldenich e collega il Piazzale della Resistenza con via Luigi Alpago Novello, correndo a lato dello Stadio Polisportivo Comunale e della Goal Arena, campo in erba sintetica di recente costruzione.
Crepadoni Niccolò, via ()
Niccolò Crepadoni, componente della famiglia Crepadoni (o Crepadona), fece costruire nel XVI secolo il Palazzo Crepadona, edificio storico nel centro di Belluno, ora sede della Biblioteca Civica e del Centro Culturale Cittadino, oltre che sede occasionale di mostre. La via intitolata a quest'uomo si trova alle spalle dello stesso palazzo, collegando via Cipro con via Catullo.
Cusighe, via ()
Questa strada comunale è la principale via del quartiere di Cusighe, ad est di Belluno. Inizialmente il suo percorso attraversa una zona residenziale, per poi trovare lungo il tracciato una rotonda dalla quale esce e prosegue, parallelamente alla ferrovia, fino ad immettersi in via Sargnano. Lungo la via si trova la Chiesa di San Aronne con l'adiacente oratorio.

## E
Esempon, piazza dell' ()
La piazza si trova nella frazione di Sala, ai piedi del monte Serva, con al centro una rotonda e sul fondo dei giardini pubblici. È stata dedicata all'Esempon, cioè, in dialetto veneto, il costruttore di ferrovie: infatti durante la dominazione austriaca della città in molti partirono per svolgere questo lavoro in Austria.
Europa, viale ()
Viale Europa è un tratto della strada Statale 50 tra il bivio con la strada di accesso all'Ospedale San Martino (attraverso il quale il viale compie una diramazione) e l'incrocio con via Feltre. Lungo la via si possono trovare la sede dell'Arma dei Carabinieri e la chiesa dei Santi Gervasio e Protasio, oltre che a uno svariato numero di edifici commerciali e residenziali.
Eustachio Rudio, via ()
Eustachio Rudio fu un medico bellunese che insegnò anche all'Università di Padova a cavallo tra il XVI e il XVII secolo. Gli è stata intitolata una strada comunale nella zona più occidentale di Cavarzano, ed è caratterizzata da un percorso con molte curve; attraversa una zona residenziale.

## F
Fabbri, via ()
Fant Damiano, via ()
Fantuzzi Giuseppe, viale ()
Favero, via del ()
Feltre, via ()
Fiammoi, via ()
Fisterre, via ()
Flavio Ostilio, via ()
Fol, via al ()
Fontana Ogol, piazza ()
Fontanelle, via ()
Fossal, via ()
Fossi, via dei ()
Frescura Francesco, via ()
Frigimelica Francesco, via ()
Fulcis Anna, via ()

## G
Gabelli Aristide, via ()
Aristide Gabelli è stato un pedagogista bellunese vissuto durante il XIX secolo, tra i principali promotori del positivismo filosofico in Italia. La via intitolatagli parte all'estremità nord-est del Parco Città di Bologna e con un percorso in discesa, dopo due tornanti, si immette in via Simon da Cusighe. Lungo la sua carreggiata si trovano il palazzetto sportivo Annibale De Mas e la sede della Polizia locale.
Garibaldi Giuseppe, via ()
La strada comunale intitolata all'Eroe dei due mondi Giuseppe Garibaldi, sicuramente la figura più rilevante del Risorgimento, si trova nel centro storico di Belluno. Collegando Piazzale Guglielmo Marconi a via Giacomo Matteotti, essa segue un percorso sinuoso, che è stato recentemente restaurato e che è completamente in sanpietrini. Sul suo percorso si trova l'ingresso all'Istituto di Istruzione Superiore Tomaso Catullo.
Gazzetti Francesca, via ()
Questa via è una laterale di via Vittorio Veneto senza uscita, inserita tra degli edifici solo per scopi residenziali.
Giamosa, via ()
Giamosa è una piccola frazione ad ovest di Belluno, lungo la Strada Statale 50. La via, laterale di quest'ultima, attraversa proprio la frazione bellunese per poi proseguire, sotto un piccolo bosco, fino ad immettersi in via Mier, tra Sois e Mier, in località Peresine.
Giampiccoli Marco Sebastiano, via ()
Marco Sebastiano Giampiccoli fu un incisore veneziano che lavorò nel bellunese durante il XVIII secolo. La via intitolatagli si trova nel quartiere di Baldenich ed è una laterale di via Francesco Pellegrini. Dopo pochi metri la via si dirama in due tronconi, uno dei quali si ricollega a via Sebastiano Barozzi, l'altro invece non ha uscita; si trova tra edifici prettamente residenziali.
Giorgetti Giovanni, via ()
Questa strada comunale è una via di Baldenich, che percorre il quartiere da via Colle a piazzale Resistenza, lungo la quale si trovano edifici a scopo commerciale e residenziale; è inoltre una via a senso unico.
Giovanni Paolo I, viale ()
Al pontefice agordino Albino Luciani, che fu papa per 33 giorni fino al 28 settembre 1978, giorno della sua morte, già Patriarca di Venezia, è intitolato la strada principale di Cavarzano, che percorre il quartiere completamente da nord a sud. Lungo la via, in leggera discesa e completamente alberata, si trovano i le principali piazze del quartiere, oltre a molti edifici a scopo quasi esclusivamente residenziale, tra i quali tre complessi di case popolari e una scuola elementare, intitolata a Romolo Dal Mas. La via è compresa tra un incrocio a nord e via Lucio Doglioni a sud.
Gioz, via ()
Gioz è una piccola frazione di Belluno a nord di Bolzano Bellunese, attraverso il quale si trova via Gioz. Questa nasce da via Bolzano, attraversa il citato paese e si inoltra in un percorso boschivo risalendo il corso del torrente Ardo fino alla località Case Bortot, dove termina.
Gobetti Piero, via ()
Piero Gobetti fu un giornalista e antifascista italiano, morto a Parigi nel 1926, dove era fuggito per scappare alle violenze fasciste. Gli è stata intitolata una strada comunale senza uscita, laterale di via Col di Lana, nel quartiere di Mussoi, a nord del centro cittadino.
Gonzaga Pietro, via ()
Pietro Gonzaga fu un artista longaronese vissuto tra il XVIII e il XIX secolo. Lavorò alla decorazione della Scala di Milano e della Fenice di Venezia, prima di trasferirsi in Russia dove ebbe influenze sull'arte e soprattutto sull'architettura. Gli è stata intitolata una piccola via che si trova alle spalle di piazza San Lucano a Borgo Prà.
Gramsci Antonio, via ()
La via, intitolata ad uno dei fondatori del Partito Comunista Italiano, incarcerato dal regime fascista nel 1926, si trova a Mussoi, ed è una laterale di via Fratelli Cairoli; si trova in una zona esclusivamente residenziale.
Gregorio XVI, via ()
Gregorio XVI fu un papa bellunese nato sotto il nome di Bartolomeo Alberto Cappellari nel 1765, e morto dopo 15 anni di pontificato il 1º giugno 1846. La via intitolatagli è un breve tratto della Strada Regionale 203 Agordina nella sua diramazione verso Belluno, compreso tra i tratti di via Col di Lana e via Fratelli Rosselli. Lungo questo tratto si trovano la sede dei vigili del fuoco le chiese di San Filippo e di Santa Maria con l'adiacente oratorio, e su una delle laterali si trova la sede centrale dell'Istituto di Istruzione Superiore Galilei.

## I
I maggio, via ()
Intitolata alla data della festa dei lavoratori, che si tiene in molti stati del mondo, questa via si trova nel paese di Castion, e, attraversando il centro della località, va da piazza Fontana Ogol fino all'innesto con via Pian delle Feste.
I novembre, via ()
Questa strada comunale si trova nel centro storico della città, e nascendo da via Mezzaterra prosegue fino all'incrocio con via del Piave, dove si apre in una piccola piazza, nella quale si trova una fontana edificata nel 1837. La via è intitolata alla festa nazionale di Ognissanti.
Internati e Deportati, via ()
La via dedicata agli Internati e ai Deportati è di recente costruzione, infatti i suoi lavori si sono conclusi con la costruzione del ponte degli Alpini nel 1971. La via è un tratto della Strada Statale 50, tra il citato ponte degli Alpini e l'ingresso all'Ospedale San Martino, da dove inizia il tratto denominato viale Europa.

## N
Navasa Giusto, via ()
Giusto Navasa era uno scrittore bellunese, scrittore, tra gli altri romanzi, de La Pipede stampato nel 1819. Gli è stata intitolata una strada comunale a Cavarzano, perpendicolare a via 9 ottobre 1963. Essa collega via Andrea Alpago con via Eustacchio Rudio, e attraversa una zona prettamente residenziale.
Nogarè, via per ()
La strada comunale per Nogarè è una via di collegamento interna rispetto alla strada statale, tra i quartieri di Baldenich e Nogarè. Prosecuzione di via Andrea Alpago, arriva fino a piazza Luigi Lollino, nel centro di Nogarè.
Nongole, via ()
Questa strada comunale collega gli abitati di Castion e Faverga seguendo un percorso attraverso le campagne della zona.

## O
Oltrardo, piazza ()
L'Oltrardo è tutta quella zona del territorio comunale che si trova sulla sponda sinistra del torrente Ardo; la piazza intitolatagli è una piccola piazza lungo via Eustacchio Rudio, nel cui centro si trova un piccolo giardino. Viene completamente circondata da edifici a scopo residenziale.

## P
Pellegrini Francesco, via ()
PieroGobetti, via (10)

## S
Salce

## U
Uniera dei Zater, via ()
L'uniera dei zattieri era un'associazione tra gli zattieri di Borgo Piave. Il lavoro dello zattiere, che non è più svolto in queste zone, consisteva nel condurre lungo il fiume Piave, con delle zattere, dei materiali da costruzione o del legname destinato alle costruzioni della Repubblica Serenissima. La strada comunale che porta questo nome si trova proprio a Borgo Piave, ed unisce il ponte della Vittoria con la zona più alta del borgo, dove si trova la salita che porta all'interno del centro storico di Belluno.

## V
Vaccari Giuseppe, via ()
Giuseppe Vaccari fu un generale italiano che liberò la città di Belluno dall'invasione austriaca il 1º novembre 1918. A lui è intitolata una piccola via a Cavarzano: questa strada, senza uscita, è una laterale di via Francesco Pellegrini, attraversa viale Giovanni Paolo I prima di arrestarsi in prossimità della sponda dell'Ardo. Fornisce una zona prettamente residenziale.
Valeriano Pierio, via ()
Pierio Valeriano fu un umanista, teologo e scrittore bellunese, vissuto a cavallo tra il XV e il XVI secolo, e fece anche parte della corte papale oltre ad ottenere una cattedra al Collegio Romano. Gli è stata intitolata una piccola via storica di Belluno, laterale di Piazza Mercato; sui suoi lati si ergono palazzi di rilievo storico-artistico per la città.
Vecellio Tiziano, via ()
Tiziano Vecellio è certamente il più famoso artista nato in provincia di Belluno, precisamente a Pieve di Cadore nel 1480 o 1485. Lavorò per i più potenti uomini della sua epoca, e le sue opere hanno fama internazionale e si trovano nei musei di tutto il mondo. La strada comunale intitolatagli è un trattocompletamente rettilineo della Strada Statale 50: nasce in prossimità del Rio Veneggia da via Vittorio Veneto e si immette all'altezza dell'Aeroporto in via 14 settembre 1944. Lungo la via si trovano, oltre al già citato Aeroporto, svariati edifici industriali e commerciali, tra cui un centro commerciale.
Vena d'Oro, via ()
La Vena d'Oro era conosciuta già al tempo dell'antica Roma come zona termale, e nel 1870 venne costruito in questa zona uno stabilimento idroterapeutico, caduto poi in declino e riutilizzato come colonia esitva negli anni trenta. La strada comunale che porta il suo nome si trova proprio in questa zona: nasce nella frazione di Sagrogna, e seguendo un percorso in salita giunge fino al confine con il comune di Ponte nelle Alpi.
Veneggia, via ()
Laterale di via Antonio Bettio, questa strada comunale si trova nella zona est della città, nella località da cui prende il nome, la Veneggia. Dopo avere attraversato una serie di edifici a scopo industriale, termina senza una uscita all'altezza del Rio Veneggia.
Vezzano, via ()
Questa strada comunale ha la sua origine in località Vezzano, all'incrocio con via Travazzoi, e secondo il suo percorso principale giunge fino alla località Fontanon, poco più a nord, dove si immette in via Bolzano. Una sua laterale giunge fino all'abitato di Casa Nova, mentre le restanti laterali minori collegano le varie abitazioni di Vezzano.
Visome, via ()
Visome è la frazione bellunese più vicina al confine con il comune di Limana, e la sua via principale prende il nome della stessa frazione. Uscendo poi dall'abitato, prosegue fino ad immettersi in via Montegrappa, dando il nome anche ad un tratto della Strada Provinciale 1. Lungo il suo percorso si trova anche una sede delle Poste italiane.
Vittime di Via Fani, piazzale ()
Questo piazzale alberato è quello centrale di Cavarzano, dove si trovano tutti i più importanti edifici commerciali del quartiere. Al suo interno si trova un parcheggio gratuito, ed è intitolato alle cinque guardie del corpo di Aldo Moro, uccise nell'agguato di via Mario Fani a Roma, in cui venne rapito il cinque volte Presidente del Consiglio dei Ministri.
Vittorino da Feltre, via ()
Vittorino da Feltre fu un umanista ed educatore feltrino, vissuto tra il 1373 o 1378 e il 1446. Gli è stata intitolata una strada comunale a Baldenich, una piccola laterale di via Francesco Maria Colle che collega pochi edifici residenziali con le vie principali.
Vittorio Emanuele II, piazza ()
Piazza Vittorio Emanuele II si trova nel centro storico di Belluno, ed insieme a Piazza dei Martiri è il centro della vita della città. Sulla piazza, di forma rettangolare, si trovano il Teatro Comunale, Porta Dojona ed alcuni palazzi storici di rilevante importanza. Sulla piazza si trova un'importante fermata del percorso urbano degli autobus, ed è transitabile dai veicoli solo in direzione est. È intitolata al re Vittorio Emanuele II il quale portò a termine il Risorgimento e il processo di unificazione italiano, motivi per il quale è chiamato Padre della Patria.
Vittorio Veneto, via ()
Vittorio Veneto, città in provincia di Treviso a circa 30 chilometri da Belluno, è divenuta famosa per la battaglia di Vittorio Veneto, che segnò la fine delle ostilità sul fronte italiano durante la prima guerra mondiale. Alla vicina città è stato intitolato un tratto della Strada Statale 50; quest'ultimo è compreso tra il ponte sul Rio Veneggia fino ad una rotonda in località Baldenich, dove la strada comunale lascia la statale e prosegue proprio all'interno del citato quartiere, attraversandolo completamente e scendendo fino al Ponte Nuovo in località Fol dove termina. Lungo la via si trovano degli importantissimi servizi del terziario per la città, tra cui la grande maggioranza delle banche presenti a Belluno.
Volontari della Libertà, via ()
Questa strada comunale nasce dal piazzale della Stazione e prosegue su una leggera salita alle spalle delle scuole elementari Aristide Gabelli e del Tribunale di Belluno, fino ad immettersi in via Girolamo Fantuzzi. All'inizio della via si trova inoltre un parco cittadino, e fino al 1912 lungo di essa si trovavano i binari della stazione di Belluno, poi spostata più a nord.

## X
XXX aprile, via ()
Il 30 aprile 1945 viene ricordata dal mondo come la data in cui si suicidò Adolf Hitler, dittatore nazista. La via si può considerare una via storica di Belluno, infatti collega porta Dante a piazza Duomo, correndo di fianco all'attuale palazzo delle poste e palazzo dei Rettori.

## Z
Zais Giuseppe, via ()
Giuseppe Zais è stato un pittore bellunese del XVIII secolo, le cui opere si possono trovare a Stra, Venezia e Bassano del Grappa. La strada comunale a lui intitolata è una piccola parallela di via Feltre nella zona residenziale di via Feltre.
Zanardelli Giuseppe, via ()
Giuseppe Zanardelli è stato un politico bresciano, che prese parte nel 1848 ai movimenti patriottici in Trentino. Fu per sua iniziativa che venne abolita la pena di morte in Italia, grazie al primo codice penale italiano, chiamato appunto Codice Zanardelli. La strada comunale che porta il suo nome è una laterale senza uscita di via Luigi Alpago Novello; sul fondo della via si trova un asilo comunale.
Zannini Giovanni Battista, via ()
La piccola strada comunale in località Mussoi è intitolata a Giovanni Battista Zannini, fu un avvocato bellunese del XIX secolo.
Zanon Vittorio, via ()
Questa strada comunale si trova tra il quartiere Cavarzano e l'abitato di Mur di Cadola, ed è un collegamento tra viale Tillman e via Barozzi. É intitolata a Vittorio Zanon, sindaco di Belluno tra il 1906 e il 1911.
Zeneghe, via ()
Via Zeneghe è una strada comunale che si trova nei boschi a nord della città, precisamente tra la chiesa di San Simone, vicino all'abitato di Zaneghe da cui prende il nome, e l'abitato di Collungo. Grazie a una sua diramazione si può raggiungere il Bus delle Mole e, tramite una strada sterrata, la cima del Col Gei, posta a 591 metri di altezza.
Zuppani Luigi, via ()
Luigi Zuppani fu un vescovo di Feltre e Belluno vissuto tra il XVIII e il XIX secolo. La strada a lui intitolata si trova nel centro storico della città, tra via Carrera e piazza Piloni, ed è in leggera salita, caratterizzato dalla sede della televisione locale Telebelluno e da un palazzo di imitazione seicentesca.